# Procarduelis nipalensis
Procarduelis nipalensis е вид птица от семейство Чинкови (Fringillidae).

## Разпространение
Видът е разпространен в Бутан, Виетнам, Индия, Китай, Лаос, Мианмар, Непал, Пакистан и Тайланд.